# 上田泰 (医学者)
上田 泰（うえだ やすし、1913年9月20日 - 2008年4月8日）は、日本の内科学者。

## 人物
長野県松本市生まれ。1939年東京慈恵会医科大学卒業、1949年医学博士。東京慈恵医大助教授、1958年教授となる。腎盂腎炎に関する研究や腎臓における細菌感染症の化学療法の研究などで知られる。厚生省中央薬事審議会委員などを務めた。佐藤栄作の主治医も務めた。

## 著書
- 『腎臓病 治療・日常管理・食事療法』文研出版 1975
- 『腎臓病の治療と養生』（一病息災読本 腎臓病編）協和企画 1979
- 『AIDSブックレット 医師・医療関係者のための 発見から10年、その推移と変遷』ライフ・サイエンス. 1993

### 共編著
- 『内科学』大島良雄,長谷川弥人共編　医学書院 1962
- 『抗生物質療法の実際』石山俊次共編 医学書院 1963
- 『医療原性疾患』美甘義夫,三輪清三共編 南江堂 1969
- 『化学療法ハンドブック』清水喜八郎共編 永井書店 1975
- 『腎臓学の進歩』編集 執筆者: 藤本輝夫 [等].医学書院　1975
- 『腎不全 その病態と新しい治療』杉野信博共編 東京医学社 1977
- 『難病必携』楢林博太郎,高橋邦夫,豊倉康夫共編著 塩川優一編集代表 第一出版 1977
- 『老年者感染症の化学療法』真下啓明共編 ライフ・サイエンス 1978
- 『今日の化学療法』真下啓明共編集 ライフ・サイエンス 1981
- 『細菌感染症と抗菌剤 三浦医学研究振興財団セミナー』清水喜八郎共編集 中外医学社 1981
- 『感染症学 基礎と臨床』五島嵯智子、坂崎利一、清水喜八郎,松本文夫共編 メジカルビュー社 1982
- 『腎糸球体障害』編　東京医学社 1982
- 『感染症と化学療法 いま何が問題か』編 ライフ・サイエンス 1984
- 『新薬物療法 1984年版』上田泰 [ほか]編集 メジカルビュー社 1984
- 『アミノ配糖体薬』編 南江堂 1985
- 『AIDS 医師のためのHIV病クリニカルガイド』城宏輔,大野典也共著 南江堂 1987
- 『β-ラクタム系薬』清水喜八郎共編 南江堂 1987
- 『新キノロン剤の臨床』編著 ライフ・サイエンス 1988
- 『難治感染症治療の現況』編 ライフ・サイエンス 1990
- 『キノロン薬』紺野昌俊, 清水喜八郎,松本文夫共編 ライフ・サイエンス 1991
- 『化学療法と腎臓』斎藤篤共編著 東京医学社 1992
- 『疾患別最新処方 改訂版』春見建一,清水喜八郎共編 メジカルビュー社 1992
- 『最新の経口抗菌薬 特徴とその使い分け』編 メディカルレビュー社 1993
- 『臨床医のための最新の抗微生物薬療法』松本文夫, 柴孝也共編著 ライフ・サイエンス 1994
- 『海外旅行健康必携 楽しく海外旅行をするために 各科専門医の詳しい解説』飛鳥田一朗共編著 協和企画 1996